# Prins Hendrik Ende Desespereert Nimmer Combinatie Zwolle 2014-2015
Questa voce raccoglie le informazioni riguardanti il  Prins Hendrik Ende Desespereert Nimmer Combinatie Zwolle  nelle competizioni ufficiali della stagione 2014-2015.

## Rosa
| N. |                        | Ruolo | Calciatore           |
| -- | ---------------------- | ----- | -------------------- |
| 1  | Paesi Bassi (bandiera) | P     | Diederik Boer        |
| 2  | Paesi Bassi (bandiera) | D     | Bram van Polen       |
| 3  | Australia (bandiera)   | D     | Trent Sainsbury      |
| 4  | Paesi Bassi (bandiera) | D     | Maikel van der Werff |
| 5  | Paesi Bassi (bandiera) | D     | Bart van Hintum      |
| 6  | Paesi Bassi (bandiera) | C     | Mustafa Saymak       |
| 7  | Paesi Bassi (bandiera) | C     | Jody Lukoki          |
| 8  | Grecia (bandiera)      | A     | Thanasīs Karagkounīs |
| 9  | Grecia (bandiera)      | A     | Nikolaos Iōannidīs   |
| 10 | Paesi Bassi (bandiera) | C     | Stef Nijland         |
| 11 | Paesi Bassi (bandiera) | C     | Jesper Drost         |
| 14 | Paesi Bassi (bandiera) | D     | Joost Broerse        |
| 15 | Rep. Ceca (bandiera)   | A     | Tomáš Necid          |

| N. |                          | Ruolo | Calciatore               |
| -- | ------------------------ | ----- | ------------------------ |
| 16 | Belgio (bandiera)        | P     | Kevin Begois             |
| 18 | Paesi Bassi (bandiera)   | C     | Wouter Marinus           |
| 19 | Paesi Bassi (bandiera)   | C     | Rick Dekker              |
| 20 | Paesi Bassi (bandiera)   | A     | Soufian Moro             |
| 23 | Paesi Bassi (bandiera)   | C     | Ben Rienstra             |
| 24 | Paesi Bassi (bandiera)   | D     | Steven Fernandes Pereira |
| 25 | Paesi Bassi (bandiera)   | P     | Boy de Jong              |
| 28 | Finlandia (bandiera)     | D     | Thomas Lam               |
| 29 | Paesi Bassi (bandiera)   | C     | Wout Brama               |
| 30 | Nuova Zelanda (bandiera) | C     | Ryan Thomas              |
| 33 | Belgio (bandiera)        | D     | Leroy Labylle            |
| 44 | Grecia (bandiera)        | A     | Dimitrios Ferfelis       |

## Risultati

### Campionato

#### Girone di andata
| 8 agosto 2014, ore 20:00 1ª giornata | PEC Zwolle | 2 – 0 | Utrecht |  |

| 16 agosto 2014, ore 19:45 2ª giornata | Dordrecht | 1 – 2 | PEC Zwolle |  |

| 24 agosto 2014, ore 12:30 3ª giornata | PEC Zwolle | 2 – 1 | Vitesse |  |

| 31 agosto 2014, ore 14:30 4ª giornata | NAC Breda | 3 – 1 | PEC Zwolle |  |

| 13 settembre 2014, ore 20:45 5ª giornata | PEC Zwolle | 3 – 1 | PSV |  |

| 21 settembre 2014, ore 14:30 6ª giornata | AZ Alkmaar | 1 – 0 | PEC Zwolle |  |

| 27 settembre 2014, ore 19:45 7ª giornata | PEC Zwolle | 4 – 2 | Heracles Almelo |  |

| 5 ottobre 2014, ore 16:45 8ª giornata | Ajax | 0 – 0 | PEC Zwolle |  |

| 19 ottobre 2014, ore 14:30 9ª giornata | Go Ahead Eagles | 3 – 2 | PEC Zwolle |  |

| 26 ottobre 2014, ore 14:30 10ª giornata | PEC Zwolle | 2 – 2 | Heerenveen |  |

| 1 novembre 2014, ore 19:45 11ª giornata | Feyenoord | 2 – 0 | PEC Zwolle |  |

| 8 novembre 2014, ore 19:45 12ª giornata | PEC Zwolle | 2 – 0 | Groningen |  |

| 23 novembre 2014, ore 14:30 13ª giornata | PEC Zwolle | 1 – 2 | Twente |  |

| 30 novembre 2014, ore 14:30 14ª giornata | Excelsior | 0 – 5 | PEC Zwolle |  |

| 7 dicembre 2014, ore 12:30 15ª giornata | PEC Zwolle | 3 – 1 | ADO Den Haag |  |

| 13 dicembre 2014, ore 19:45 16ª giornata | Willem II | 0 – 1 | PEC Zwolle |  |

| 20 dicembre 2014, ore 18:30 17ª giornata | Cambuur | 2 – 1 | PEC Zwolle |  |

#### Girone di ritorno
| 17 gennaio 2015, ore 18:30 18ª giornata | PEC Zwolle | 4 – 1 | NAC Breda |  |

| 24 gennaio 2015, ore 19:45 19ª giornata | PEC Zwolle | 1 – 1 | AZ Alkmaar |  |

| 1 febbraio 2015, ore 14:30 20ª giornata | Utrecht | 0 – 2 | PEC Zwolle |  |

| 4 febbraio 2015, ore 20:00 21ª giornata | PEC Zwolle | 4 – 0 | Dordrecht |  |

| 7 febbraio 2015, ore 19:45 22ª giornata | Heerenveen | 4 – 0 | PEC Zwolle |  |

| 15 febbraio 2015, ore 14:30 23ª giornata | PEC Zwolle | 0 – 1 | Go Ahead Eagles |  |

| 21 febbraio 2015, ore 18:30 24ª giornata | ADO Den Haag | 3 – 2 | PEC Zwolle |  |

| 28 febbraio 2015, ore 18:30 25ª giornata | Vitesse | 2 – 1 | PEC Zwolle |  |

| 7 marzo 2015, ore 20:45 26ª giornata | PEC Zwolle | 6 – 1 | Cambuur |  |

| 14 marzo 2015, ore 18:30 27ª giornata | Twente | 2 – 0 | PEC Zwolle |  |

| 22 marzo 2015, ore 12:30 28ª giornata | PEC Zwolle | 1 – 1 | Excelsior |  |

| 4 aprile 2015, ore 18:30 29ª giornata | PEC Zwolle | 1 – 0 | Willem II |  |

| 10 aprile 2015, ore 20:00 30ª giornata | PSV | 3 – 1 | PEC Zwolle |  |

| 19 aprile 2015, ore 14:30 31ª giornata | Heracles Almelo | 2 – 0 | PEC Zwolle |  |

| 26 aprile 2015, ore 14:30 32ª giornata | PEC Zwolle | 1 – 1 | Ajax |  |

| 10 maggio 2015, ore 14:30 33ª giornata | Groningen | 0 – 1 | PEC Zwolle |  |

| 17 maggio 2015, ore 14:30 34ª giornata | PEC Zwolle | 3 – 0 | Feyenoord |  |